# Alexander Sinjawski
Alexander Petrowitsch Sinjawski (belarussisch Александр Петрович Синявский; * 9. März 1977) ist ein ehemaliger belarussischer Skispringer.

## Werdegang
Sinjawski gab sein internationales Debüt mit dem Start bei der Nordischen Skiweltmeisterschaft 1993 im schwedischen Falun. Von der Großschanze erreichte er dabei nach Sprüngen auf 86 und 78,5 Meter den 42. Platz. Von der Normalschanze belegte er nach Sprüngen auf 69,5 und 67 Meter den 59. Platz. Beim Mannschaftswettbewerb stellte Belarus keine Mannschaft auf.
Ein Jahr nach der Weltmeisterschaft startete Sinjawski bei den Olympischen Winterspielen 1994 in Lillehammer. Mit seinen 16 Jahren sprang er dabei von der Normalschanze auf den 38. Platz. Von der Großschanze sprang er der Weltspitze noch deutlicher hinterher und landete auf Rang 54. Zur ein Jahr später folgenden Nordischen Skiweltmeisterschaft 1995 im kanadischen Thunder Bay reiste er wie auch seine belarussischen Teamkollegen nicht an.
Am 9. März 1996 gab Sinjawski beim Skifliegen in Harrachov sein Debüt im Skisprung-Weltcup. Jedoch gelang es ihm nicht, den zweiten Durchgang zu erreichen, so dass er als 31. nur knapp hinter den Punkterängen landete.
Bei der Nordischen Skiweltmeisterschaft 1997 in Trondheim schied Sinjawski beim Springen von der Großschanze nach einem Sprung auf 83 Meter bereits in Durchgang eins aus und erreichte nur Platz 53. Von der Normalschanze sprang er mit 80,5 Meter ebenfalls nicht weit genug um den zweiten Wertungsdurchgang zu erreichen. Am Ende belegte er den 47. Platz. Im Teamwettbewerb trat erneut keine belarussische Mannschaft an.
Im Januar 1998 startete er bei der Skiflug-Weltmeisterschaft 1998 in Oberstdorf und erreichte im Einzelwettbewerb Rang 37. Einen Tag zuvor hatte er beim Skiflug-Weltcup auf gleicher Schanze Rang 36 erreicht. Bei den Olympischen Winterspielen 1998 in Nagano kam Sinjawski nicht über Rang 50 von der Normalschanze hinaus. Von der Großschanze sprang er auf einen guten 32. Platz.
Nachdem Sinjawski bei drei Weltcups in Falun, Trondheim und Oslo ohne Punkterfolg blieb, beendete er schließlich zum Ende der Saison 1997/98 seine aktive Skisprungkarriere.